# Scoop.it
Scoop.it une plateforme en ligne de curation de contenu proposant à ses utilisateurs de faire leur propre veille et de partager celle-ci avec d’autres utilisateurs.
Créée en 2010 par deux Français, elle est basée à San Francisco et développée en anglais afin de conquérir le marché américain.

## Histoire
Scoop.it a été créé fin novembre 2010 par deux Français, Marc Rougier et Guillaume Decugis, cofondateurs de la société toulousaine Goojet.
Goojet a été fondée en 2007 et fermée en février 2012, les cofondateurs se sont alors concentrés sur Scoop.it.
En 2012, le service Scoop.it est lauréat du forum Netexplo qui distingue les innovations les plus prometteuses.
En juillet 2013 la société fait une levée de fonds, de 2,6 millions de dollars auprès de Partech International, Elaia Partners, IXO Private Equity et Orkos Capital.
Depuis 2011, 75 millions, de personnes auraient visité Scoop.it.
En octobre 2018, Scoop.it est rachetée par Linkfluence, une société spécialisée dans la veille et l’analyse du web social et Guillaume Decugis devient CEO de Linkfluence.

## Utilisation
Scoop.it permet de créer un journal en ligne sur un sujet spécifique. L'utilisateur peut découvrir du contenu, le conserver et le classer en fonction du sujet choisi. Il cherche alors des mots clés qui lui permettent d'accéder à des flux d'informations présentes sur le web : blog, réseaux sociaux, etc., via la plateforme. Il est possible de partager les informations rassemblées sur Scoop.it sur les différents grands réseaux sociaux. 
Un profil utilisateur gratuit peut posséder jusqu'à 2 médias thématiques (topic) ou deux journaux en ligne. 